# Máy sạc tự động

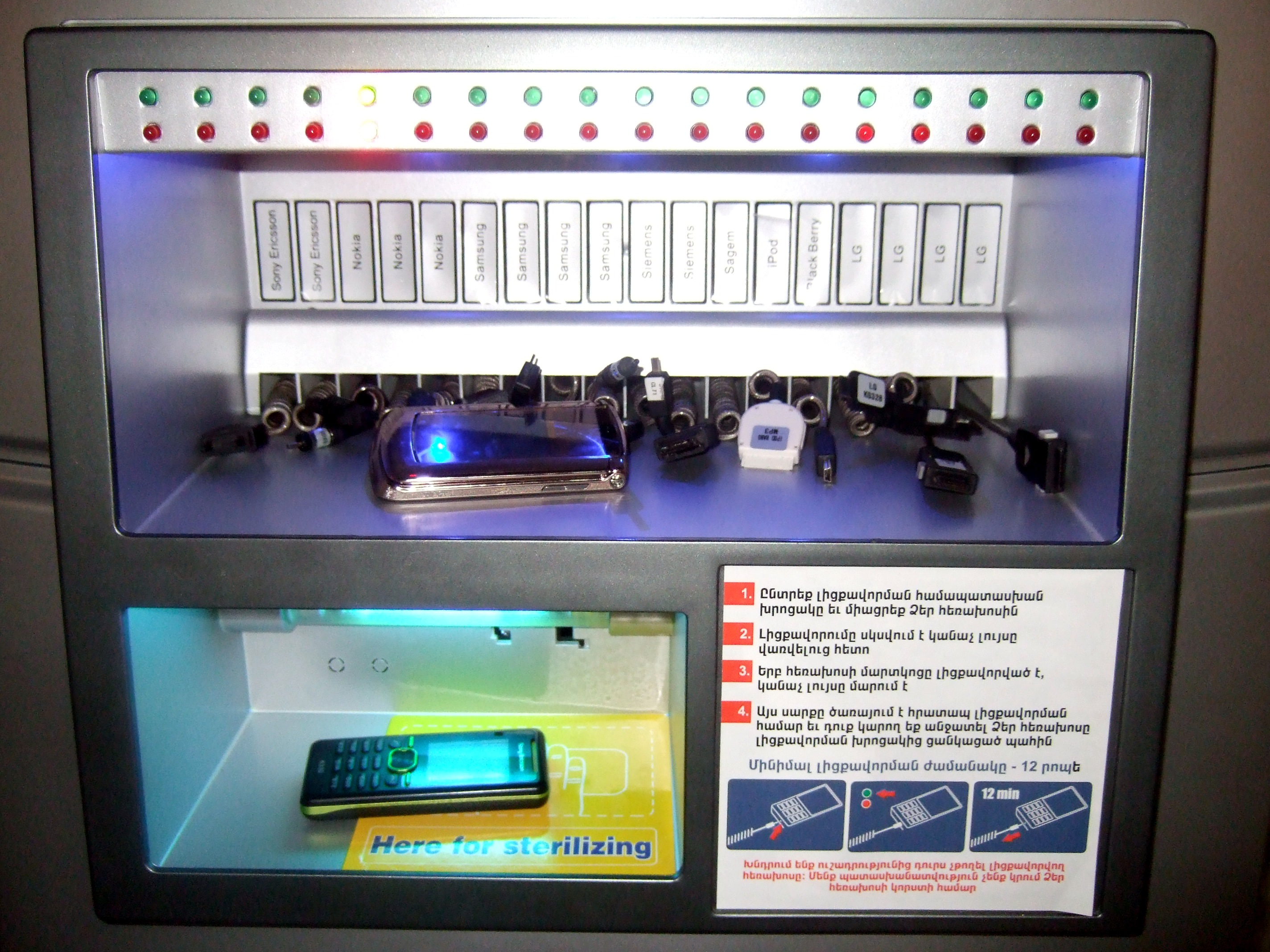
Sạc điện thoại di động tại một máy sạc miễn phí tại Rạp chiếu phim Moskva ở Yerevan.

Máy sạc tự động (tiếng Anh: Automated Charging Machine, viết tắt ACM) là loại máy điện tử cung cấp cho công chúng khả năng sạc lại thiết bị di động, thường chỉ với một khoản phí nhỏ. Tương tự như máy bán hàng tự động, ACM nhận tiền mặt rồi sạc các thiết bị được kết nối, có thể là điện thoại di động, PDA hoặc các thiết bị cầm tay khác. Thông thường, những chiếc máy này sạc nhanh hơn nhiều so với bộ sạc bình thường sẽ sạc chúng; một số sạc lại chỉ trong vòng 10 phút.

## Lịch sử
Trạm sạc công cộng dành cho thiết bị di động xuất hiện vào khoảng năm 2006. Một loạt các tính năng đã được giới thiệu cho những chiếc máy này, bao gồm tủ khóa, vệ sinh bằng tia cực tím và không gian quảng cáo cập nhật không dây. Kể từ khi giới thiệu ý tưởng này, ngày càng nhiều công ty đang hướng tới ACM để bán hàng tự động và doanh thu quảng cáo.

## Địa điểm
ACM thường được triển khai ở các khu vực có lượng người qua lại cao, tương tự như máy bán hàng tự động và ATM. Những nơi này bao gồm sân bay, trung tâm mua sắm, công viên, câu lạc bộ, siêu thị, khuôn viên trường đại học, và các địa điểm phổ biến khác. Mặc dù không biết có bao nhiêu ACM đang được sử dụng trên khắp thế giới, chúng có thể được tìm thấy ở nhiều quốc gia bao gồm Mỹ, Anh và Trung Quốc.